# 萬一奇
萬一奇（？—1598年），號九初，湖廣黄州府黄陂縣民籍黄岡縣人，明朝政治人物。

## 生平
幼颖悟，目十行下，或讥以未读南华，乃即席检集赠联，人称圣童。萬曆二十二年（1594年）辛卯科湖廣乡试举人，二十六年（1598年）戊戌科進士，刑部觀政，授開封府推官，廉明有惠政，会藩臬下郡邑，丐诗文献巡按寿，代搆数百，尽一日毕，遂不起，时论惜之。